# Vy Tåg

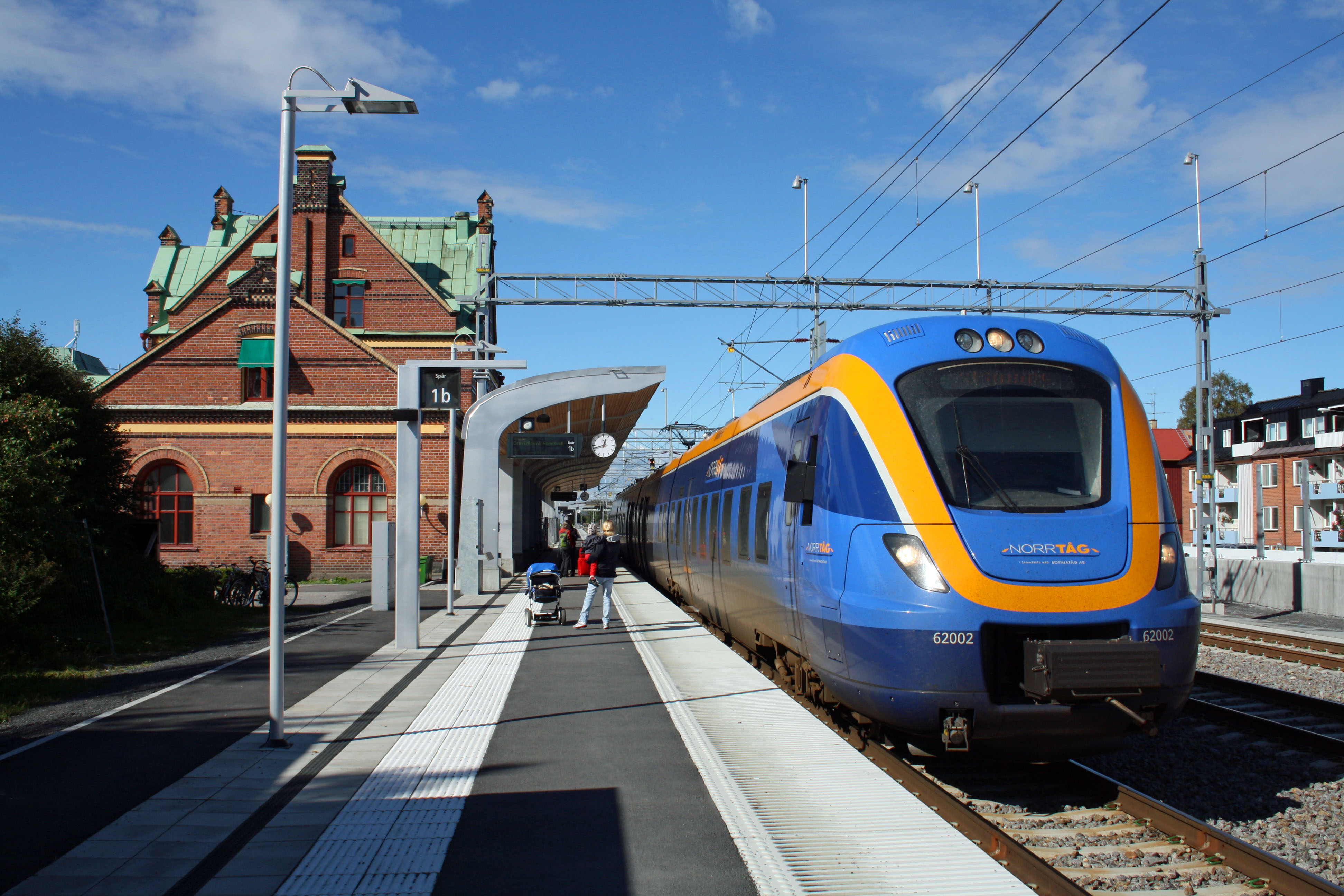
Norrtåg i Umeå, som Vy kör på entreprenad.

Vy Tåg, tidigare Tågkompaniet, är ett svenskt företag som kör persontrafik med tåg. Det är ett helägt dotterbolag till det norska statliga transportföretaget Vygruppen. 
Bolagets verkställande direktör är Dag Lokrantz-Bernitz sedan 28 november 2018. Han kom närmast från MTR Pendeltågen AB.

## Historia
Tågkompaniet grundades 1999 av tidigare regionaltrafikchef Jan Johansson, produktionschef Sven Malmberg och fjärrtrafikchef Björn Nyström, vilka arbetade på Statens Järnvägar men lämnade verket när Daniel Johannesson tog över SJ. Det första trafikuppdraget var nattågstrafiken på övre Norrland mellan 2000 och 2003. I nästa upphandling för perioden 2004-2008 förlorades uppdraget till Connex, som lagt sig på drygt halva budet av tvåan. Beslutet kritiserades hårt och ledde till en efterföljande tvist mot Rikstrafiken som resulterade i förlikning 2005, där Rikstrafiken erkände att det antagna budet borde ha förkastats som orimligt och betalade Tågkompaniet en icke offentlig summa.[källa behövs]
Våren 2005 köpte norska NSB in sig i bolaget.  Den 31 oktober 2006 köpte NSB grundarnas aktier och blev därmed huvudägare med 85 procent av kapitalet.  Småföretagsinvest/Fylkinvest ägde därefter resterande 15 procent.
Under 2007 köpte NSB även dessa aktier och blev därmed ägare till 100 % av bolaget.
Tågkompaniet tilldelades utmärkelsen ”Årets bästa arbetsplats” 2004 av företaget Bättre Arbetsklimat.
2011 hade Tågkompaniet (som då körde Tåg i Bergslagen) den bästa punktligheten i Bergslagen före SJ. I snitt låg Tågkompaniet på 93-94 % punktlighet under 2011, jämfört med SJ:s dryga 90 %.
20 augusti 2016 tog Tågkompaniet över uppdraget att köra åt Norrtåg.
Den 24 april 2019 bytte företaget namn till Vy Tåg AB i samband med att moderbolaget bytte namn från NSB AS till Vygruppen AS.

## Persontrafik

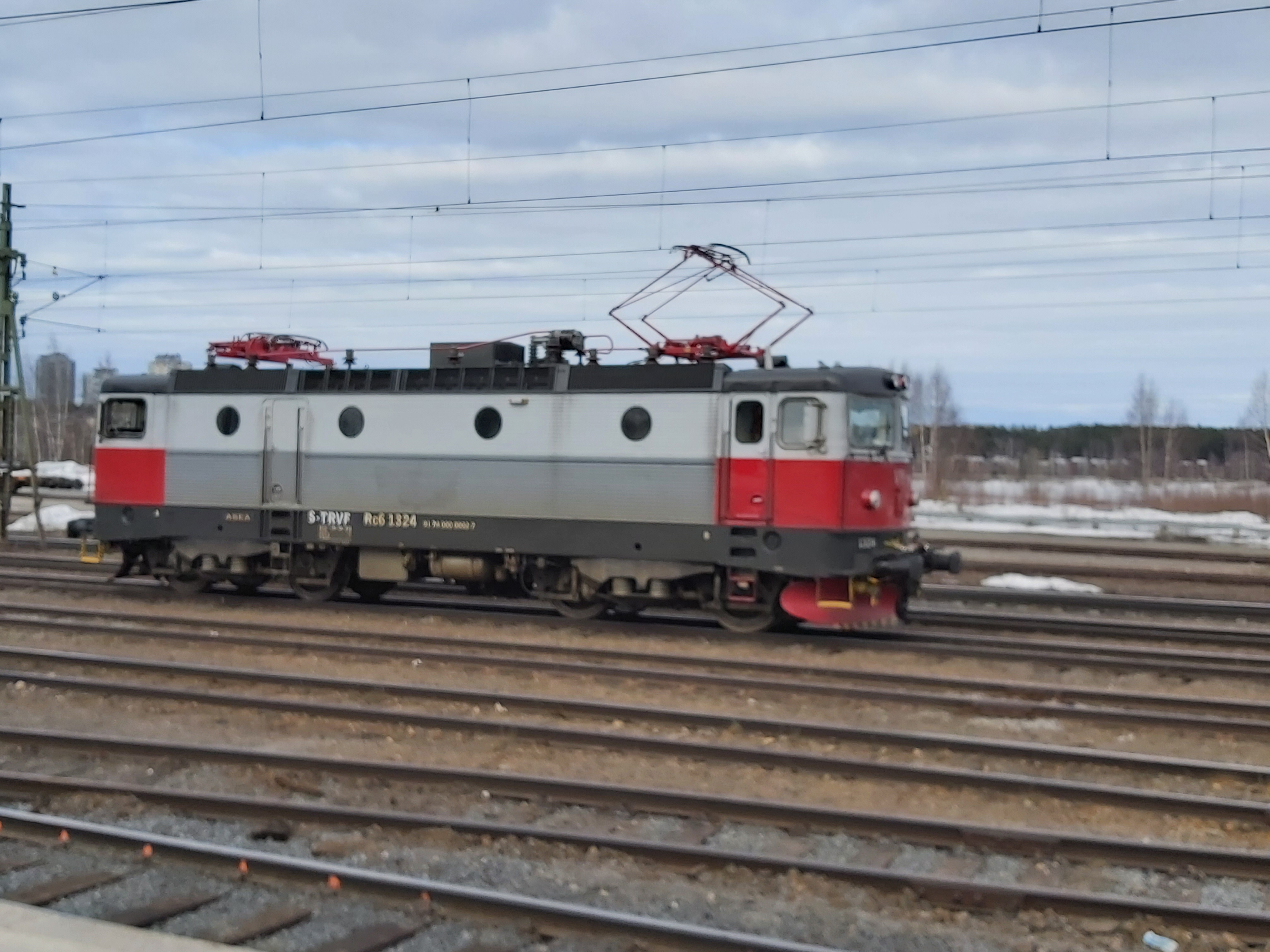
Ett lok som ska dra nattåget från Luleå till Stockholm.

Vy Tåg AB bedriver persontrafik på uppdrag av trafikhuvudmän i följande trafiksystem:
- Norrtåg (till och med december 2025)
- X-Tåget (till och med juni 2025)
- Värmlandstrafik

Dessutom kör företaget helgtrafik i egen regi Stockholm–Karlstad och Karlstad–Oslo. Vy Tåg stödjer dessutom moderbolaget Vys trafik mellan Oslo och Göteborg. Åtagandena omfattar bland annat driftledning, ersättningstrafik och alla tillstånd från svenska säkerhetsmyndigheter.

### Tidigare trafik
Mellan 2004 och 2016 körde Tågkompaniet för Tåg i Bergslagen. 
Tågkompaniet var även delägare i Roslagståg (tillsammans med danska DSB) som bedrev trafiken på Roslagsbanan.
Från den 10 januari 2000 till den 15 juni 2003 körde Tågkompaniet Norrlandståget och blev då uppmärksammade bland annat för de panoramavagnar som fanns i de flesta av Norrlandstågen. Efter 2003 såldes dessa panoramavagnar till Tyskland.
Mellan 2018 och 2021 körde man för Krösatågen.
Mellan 13 december 2020 och 14 december 2024 körde Vy Tåg, på uppdrag av Trafikverket, nattåg mellan Stockholm och Narvik / Luleå, under namnet Nattåget Norrland. Denna trafik togs över av SJ 15 december 2024.

## Omsättning
Vy Tågs omsättning 2019 var cirka 690 miljoner kronor. Vy Tåg hade 2020 runt 6,8 miljoner resor i Norrtåg, X-tåget, Värmlandstrafik och Krösatågen. Nattåget Norrland, som Vy Tåg övertog ansvaret för december 2020, beräknas ha 0,5 miljoner resor 2021.